# Hispània Tarraconense
|  | Aquest article tracta sobre la província romana. Vegeu-ne altres significats a «Tarraconense (desambiguació)». |

La Hispània Tarraconense (en llatí: Provincia Hispania Tarraconensis) va ser una província romana de la Diòcesi Hispaniarum amb capital a Tàrraco (Tarragona) en l'època del Baix Imperi Romà (284-486). La Tarraconense fou creada durant la reforma provincial de l'emperador Dioclecià (284-305), quan l'antiga Hispania Citerior fou dividida en tres províncies: la Gallaecia, la Cartaginensis i la Tarraconensis. La Tarraconense limitava al sud amb la Cartaginensis, a l'est amb la Gallaecia, i al nord amb l'Aquitània i la Narbonensis. El límit meridional de la Tarraconense quedà fixat al nord Sagunt, fent-lo coincidir amb la frontera del convent de la Tarraconense. Després de la conquesta visigoda d'Hispània la Tarraconense esdevingué una província del regne dels Visigots, situació que es perllongà fins al 713. A partir d'aleshores la província fou conquerida pels àrabs durant la invasió musulmana d'Hispània i el territori aproximat de l'antiga Tarraconense fou anomenat Ath-Thaghr al-Alà (Frontera Superior). Així mateix cal tenir present que els historiadors a vegades també denominen Tarraconense a l'antiga província romana denominada oficialment Hispania Citerior.

## Antecedents: la crisi delsegleiii
A mitjan segle iii, l'Imperi Romà va caure en una profunda crisi econòmica i política que va fer trontollar també les estructures de la Província Hispània Citerior (Tarraconensis). La feblesa imperial es complicà amb les invasions devastadores de bàrbars que van destruir nombroses ciutats, inclosa Tàrraco. L'abandonament de les terres fèrtils fou una conseqüència del perill que suposaven les hordes bàrbares saquejant el territori, les primeres matèries no podien comercialitzar-se per la inseguretat dels camins, l'escàs poder adquisitiu general i la possibilitat de perdre-ho tot. Superats aquests obstacles, la major part dels productes havien de lliurar-se a l'Estat per a mantenir l'exèrcit i els funcionaris (Annona). Els tributs a l'Estat, amb la devaluació monetària i la inflació, tendien a fer-se cada vegada més freqüents, alhora que els soldats i els funcionaris n'abusaven. El bandidatge existent, propi d'èpoques de crisi, havia obligat des de principis del segle iii, a multiplicar els llocs de guàrdia amb funcions policials, en totes les vies i punts estratègics: ponts, mercats... Aquests llocs estaven ocupats per soldats imperials, generalment de les forces auxiliars. Ràpidament es van reconstruir les muralles, o quan no va ser possible es van construir de noves, com en el cas de Bàrcino. Algunes ciutats de defensa difícil van ser abandonades. La falta de dades, tant escrites com arqueològics, és notable, però es pot deduir que l'aturada del creixement de les ciutats, i el cessament de la construcció d'edificis, públics o privats, no va ser obra exclusiva de les invasions bàrbares, sinó de la crisi econòmica generalitzada i crònica.

## La reforma de Dioclecià i el govern de la Tarraconense
Amb l'arribada al tron imperial de Dioclecià el 284 i la creació del sistema de la Tetrarquia aquest emperador va procedir a reorganitzar el sistema administratiu de l'Imperi. Per a això les províncies heretades de l'Alt Imperi van ser dividides en altres menors, que al seu torn van ser agrupades en una nova entitat anomenada diòcesi, supervisada per un vicarius directament designat per l'emperador. Hispània va recaure en els dominis de l'August d'Occident Maximià i fou organitzada com a Diocesis Hispaniarum amb capital a Emèrita Augusta, essent atribuïda al Cèsar Constanci Clor. L'antiga província Hispània Citerior fou dividida en diverses províncies:
- la Gallaecia a partir dels convents Bracaraugustanus, Lucensis, Asturicensis i part del Cluniensis
- la Cartaginensis amb els convents Cartaginensis, part del Cluniensis i les illes Balears
- la Hispania Tarraconensis, que comprenia els convents Tarraconensis, Caesarugustanus i part del Cluniensis.

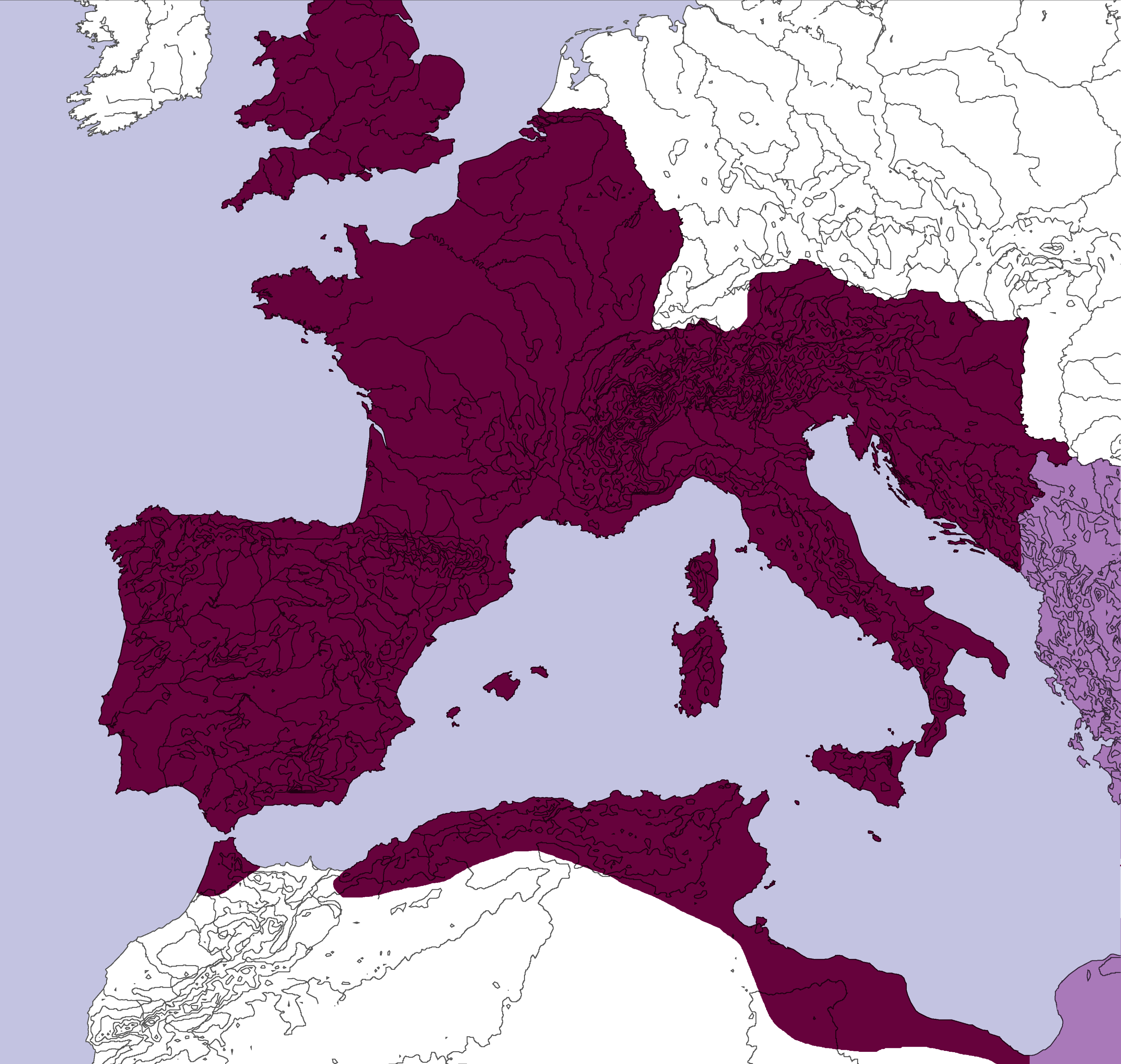
Territoris de l'Imperi Romà d'Occident

La província Tarraconense tenia rang pretorià i era governada per un governador anomenat praeses, assistit per un comandant militar anomenat Dux. En l'època de l'emperador Constantí I el Gran  la Diocesis Hispaniarum juntament amb les diòcesis de les Galiae i Britannia foren integrades dins de la Prefectura del Pretori de les Gàl·lies i, per raons de proximitat i facilitat de proveïment, se li va afegir la província nord-africana Mauretania Tingitana, reduïda a la zona més septentrional a l'entorn de l'estret de Gibraltar i sense connexió directa per terra amb la Mauretania Caesariensis.

## La recuperació durant elsegleiv
Al llarg del segle iv la província va romandre en una situació de tranquil·litat i seguretat, allunyada dels conflictes fronterers i interns de l'Imperi, mantenint-se lleials els seus governadors a l'emperador d'occident excepte a finals del segle durant l'època dels usurpadors de Magne Màxim (383 a 388) i Flavi Eugeni (392 a 394), a qui van jurar lleialtat encara que després de les derrotes que van patir a mans de Teodosi I la província es va reintegrar al poder legítim sense necessitat de ser envaïda. Aquesta tranquil·litat es va traduir en un alt grau de prosperitat econòmica, mantenint les línies mestres dissenyades durant l'Alt Imperi però amb la novetat de la implantació de nombroses villae per tota la província, especialment a la vall de l'Ebre i el Llevant. Aquestes viles eren, prioritàriament, unitats d'explotació agrària tipus latifundi, però també luxoses mansions decorades amb sumptuosos paviments de mosaic, pintures al fresc en les seves parets, i estàtues de marbre i altres objectes de luxe. Al mateix temps la circulació monetària va ser abundant, especialment en moneda fiduciària-AE 2, 3 i 4 -, fins a principis del segle v, encara que en la província no va funcionar cap seca procedint la major part de la moneda de seques occidentals -Roma, Trèveris, Arles, Milà...- i alguns exemples orientals. A la mort de l'emperador Teodosi I la província, juntament amb tota la part occidental de l'Imperi, va ser assignada a Honori, el seu fill primogènit, sota la tutela de Estilicó.

## La guerra civil i les invasions delseglev

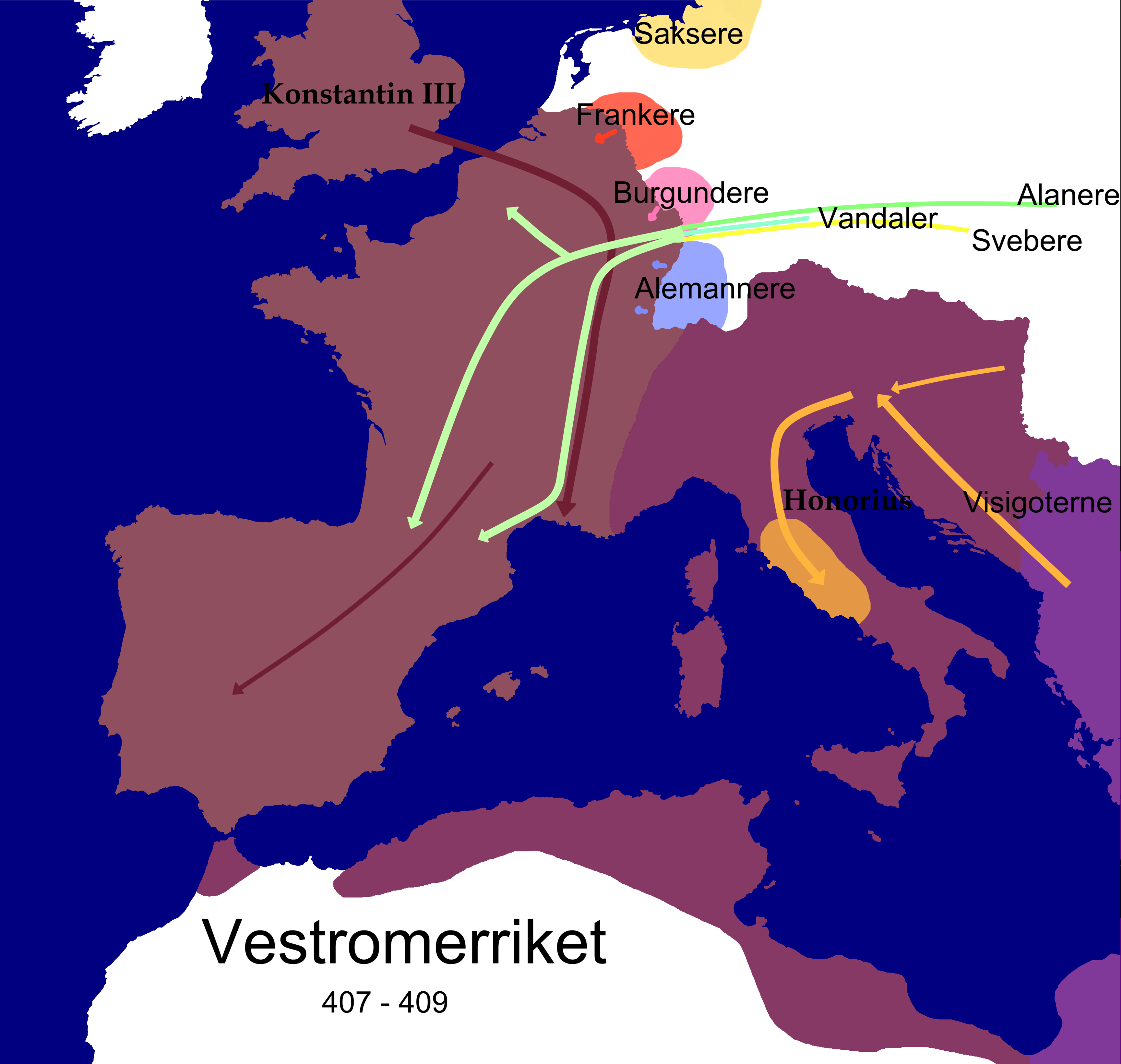
La guerra civil i les invasions bàrbares del

A partir de l'any 406 la situació de l'Imperi Romà d'Occident s'havia tornat novament crítica, ja que l'actuació d'Estilicó per contenir els visigots d'Alaric s'havia aconseguit a costa de reduir les guarnicions de l'exèrcit imperial al Rin per sota del mínim necessari per garantir la seguretat fronterera, de manera que vàndals, sueus i alans van aconseguir perforar la frontera imperial i envair la Gàlia el 406. El govern d'Honori a Ravenna va ser incapaç de respondre a aquesta nova amenaça i el governador de Britànnia es va proclamar emperador com a Constantí III i envaí amb les seves tropes la Gàl·lia. El 409 els pobles bàrbars esmentats, pressionats per aquest últim exèrcit romà organitzat, van aconseguir entrar a la Península pels Pirineus occidentals malgrat els esforços de Dídim i Verinià, familiars de Teodosi. En aquest context la primavera del 409 Geronci es rebel·là contra Constantí III i elevà al tron Màxim. Geronci fixà la seva residència a Caesaraugusta per poder enfrontar-se a Constant, fill del derrocat Constantí i nomenat August pel seu pare, que l'amenaçava des de Tàrraco. Geronci passà a l'atac contra els seus antics superiors i ara enemics, envaí la Gàl·lia i obtingué diverses victòries menors, però fou derrotat davant la presència d'un exèrcit enviat per Honori des d'Itàlia. Finalment les seves tropes s'uniren a les imperials i Geronci es veié obligat a fugir amb un petit seguici a Hispània, on fou deposat i obligat a suïcidar-se.
La Tarraconense va ser l'única província de la Diòcesi Hispaniarum que no va ser directament afectada pel bandidatge dels sueus, vàndals i alans malgrat transitar-hi. Aquesta situació de tranquil·litat es veié afavorida per l'acció dels visigots, que ostentaven el rang de federats, i per tant, servidors i aliats de l'Imperi. Aquests, instal·lats al sud de la Gàl·lia i amb Tolosa com a seu de la cort del seu rei Ataülf, van entrar a Hispània per a sotmetre-la de nou a l'autoritat imperial i alliberat les zones ocupades pels pobles bàrbars, així com per a reprimir el bandidatge local dels bagaudes a la zona de la vall de l'Ebre. Els visigots s'assentaren a la zona central d'Hispània actuant en nom i sota les ordres de la cort imperial situada a Ravenna. Però davant la debilitat de la cort de Ravenna el rei Euric va tornar a entrar a la Península per realitzar-hi una campanya brutal, amb nombroses matances i saquejos, forçant l'Imperi a ampliar la seva foedus amb aquest poble i reconeixent de facto la seva independència. El 459 l'emperador Juli Valeri Majorià travessà la província cap a Carthago Nova on s'estava reunint una flota conjunta de l'imperi d'Occident i d'Orient, inclosos els aliats visigots, per atacar als vàndals de Genseric al nord d'Àfrica; però l'expedició no reeixí en ser destruïda la flota imperial pels vàndals a la batalla de Cartagena del 461. A partir d'aleshores la influència de la cort imperial de Ràvena sobre la província Tarraconense i, en general, sobre tots els territoris de la Diòcesi Hispaniarum, desapareixent totalment quan l'Imperi Romà d'Occident fou abolit el 476 i els visigots consolidaren definitivament el seu regne sense cap tutela.

## Sota el regne dels Visigots durant els seglesviivii
La Tarraconense, com a bona part de l'ordenació territorial romana, va continuar sent una de les divisions administratives del Regne dels Visigots al llarg dels segles vi i vii. La Tarraconense va ser utilitzada com a base pels diferents reis visigots per defensar les seves possessions de la Gallia Narbonensis i aturar els atacs promoguts pels reis francs de l'antiga Galia.

### ElsDucesprovincials

Les províncies romanes persistiren durant el regne visigot de Toledo.

El governador visigot d'una província era el Dux provinciae; les competències de què gaudien eren bàsicament d'ordre militar. De les funcions dels governadors provincials gots (anomenats dux, en plural duces, és a dir dux provinciae o duces provinciarum) es tenen escasses dades. Les províncies van ser anomenades sovint ducatus. Els Duces tenien autoritat sobre tota la província i sobre els comtes (comites) de les ciutats. S'ignora si tenien funcions judicials, si bé se sap que en alguns casos, que per la personalitat dels personatges jutjats se sotmetia l'assumpte al rei, aquest podia delegar en el dux o en el comte. Sembla que la seva principal funció era militar i tenien el comandament d'un exèrcit que constituïa el més gran contingent de tropes de la província (els comtes disposaven també de contingents locals). El nombre de soldats del dux en temps de pau s'estima en uns tres-cents mentre que els contingents dels comtes eren probablement d'un centenar. Encara que els ciutadans romans estaven exclosos d'algunes funcions se sospita que sí que podien esdevenir ducs provincials, coneixent-se el nom romà d'un dux (concretament de Claudi o Claudius, dux de Lusitània, per bé que encara que tenia un nom clarament romà no existeix l'evidència que no fos un got que hagués adoptat un nom romà en convertir-se al catolicisme). El fet que el càrrec pogués ser ostentat per romans i que el dux tingués el comandament de tropes, confirmaria que no existia cap temor a l'hostilitat de la població romana. Sembla probable que els romans no poguessin ostentar el càrrec de comte a causa del seu presumpte desconeixement de les lleis i costums godes, que per les seves funcions judicials calia conèixer.

### ElsComesmunicipals
La més alta autoritat local visigoda era el Comes civitatis -Comte de la ciutat- amb jurisdicció sobre els habitants de nacionalitat visigoda d'una ciutat i el territori circumdant d'ella dependent, mentre els habitants romans o hispans disposaven de les seves pròpies autoritats. Per això es creu que només existien comtes en les ciutats on hi havia ciutadans visigots. Per tant, existien els comtes però no hi havia una divisió en comtats, sinó en territoris, dels quals alguns tenien comte i altres no. El comte de la ciutat era nomenat pel rei i normalment havia de ser un home ric i de noble bressol. Els comtes percebien un salari del tresor públic i no podien fixar tribts sobre els ciutadans romans. La principal funció del comte era de caràcter militar, estant sota el seu comandament la guarnició militar de la localitat i tenint control directe sobre l'oficial militar major, el Thiufadi. Així mateix el comte tenia tasques administratives en les quals era auxiliat per un funcionari anomenat Vicarius. El vicarius no podia imposar tributs als romans i tampoc podia confiscar propietats sense ordre judicial. Paral·lelament a la seva funció militar i administrativa el comte també tenia jurisdicció sobre casos civils i criminals, però deixava la majoria dels casos, sobretot els civils, al Iudex loci. Alguns casos eren jutjats pel comte i el Iudex loci conjuntament, mentre que el comte tenia un dret d'apel·lació sobre les decisions del jutge local, de manera que si algú apel·lava contra les decisions d'un el comte havia d'atendre la petició. De la mateixa manera el comte podia castigar el jutge local si aquest descuidava els seus deures. Per la seva part els delictes comesos per gots havien de ser denunciats tant davant del comte com del Iudex loci. La detenció corresponia a aquest últim però si no podia realitzar la detenció estava facultat per sol·licitar ajuda al comte, qui li havia de donar facilitant-li la disposició d'homes armats.

## La invasió islàmica

La frontera superior (Ath-Thaghr al-Alà) comprenia la part sud de l'antiga Tarraconense.

Els musulmans van desembarcar el 711 a Gibraltar i poc després van vèncer als visigots a la batalla de Guadalete. Amb la destrucció del regne dels Visigots el sistema d'administració territorial d'Hispània heretat de l'Imperi Romà va desaparèixer i, amb ell, la província Tarraconense. Tot i així encara que la zona oriental de la mateixa va servir com a últim bastió de resistència als dos últims monarques visigots, Àquila II (711 - 713) i Ardó (713 - 720). La primavera del 714 els musulmans arribaren a la vall de l'Ebre i un cop assegurada la rereguarda sotmetent Corduba, Spali, Mèrida i Tulaytula, l'ocupació del territori passava pel domini dels centres urbans més importants del Regne dels Visigots, entre ells Cesaracosta. L'entrada dels musulmans a Cesaracosta fou pacífica, però alguns nobles visigots i alts dignataris eclesiàstics van fugir al Pirineu. Després de la conquesta de la Tarraconense el valí d'Hispània As-Samh ibn Màlik al-Khawlaní va envair la Gàl·lia Narbonesa establint la seva capital a Arbuna (Narbona) el 720, oferint als habitants generoses condicions i ràpida pacificació de les altres ciutats. Amb el valiat d'Arbuna assegurat, i sobretot amb el port d'Arbuna, els mariners àrabs eren els amos del Mediterrani occidental, sotmetent ràpidament les ciutats controlades pels comtes visigots. El 721 van arribar reforços per preparar el Setge de Tolosa, que era la clau per dominar la Gàl·lia Aquitània amb les mateixes condicions que Gàl·lia Narbonesa, però aquests seus plans van fallar per la derrota a la batalla de Tolosa. Les forces àrabs, assentades sòlidament a Gàl·lia Narbonesa i proveïdes fàcilment per mar van continuar atacant cap a l'est arribant fins a Autun el 725. L'any 731 el valí berber de Narbona i la regió de Cerdanya Uthman ibn Naissa impugnà Abd-ar-Rahman ibn Abd-Al·lah al-Ghafiqí per raó de l'opressió que patien els berbers al nord d'Àfrica i va pactar una treva amb el duc d'Aquitània Odó el Gran. En represàlia al-Ghafiqí envià una missió per capturar a Uthman, qui durant el transcurs del Combat de Llívia quedà assetjat i fou mort. Finalment però la major part de la Tarraconense va ser integrada al Ath-Thaghr al-Alà, la frontera superior de l'emirat de Còrdova, sota la direcció de la família de gots conversos a l'islam (muladís) dels Banu Qassi.

## La conquesta franca de la Gòtia

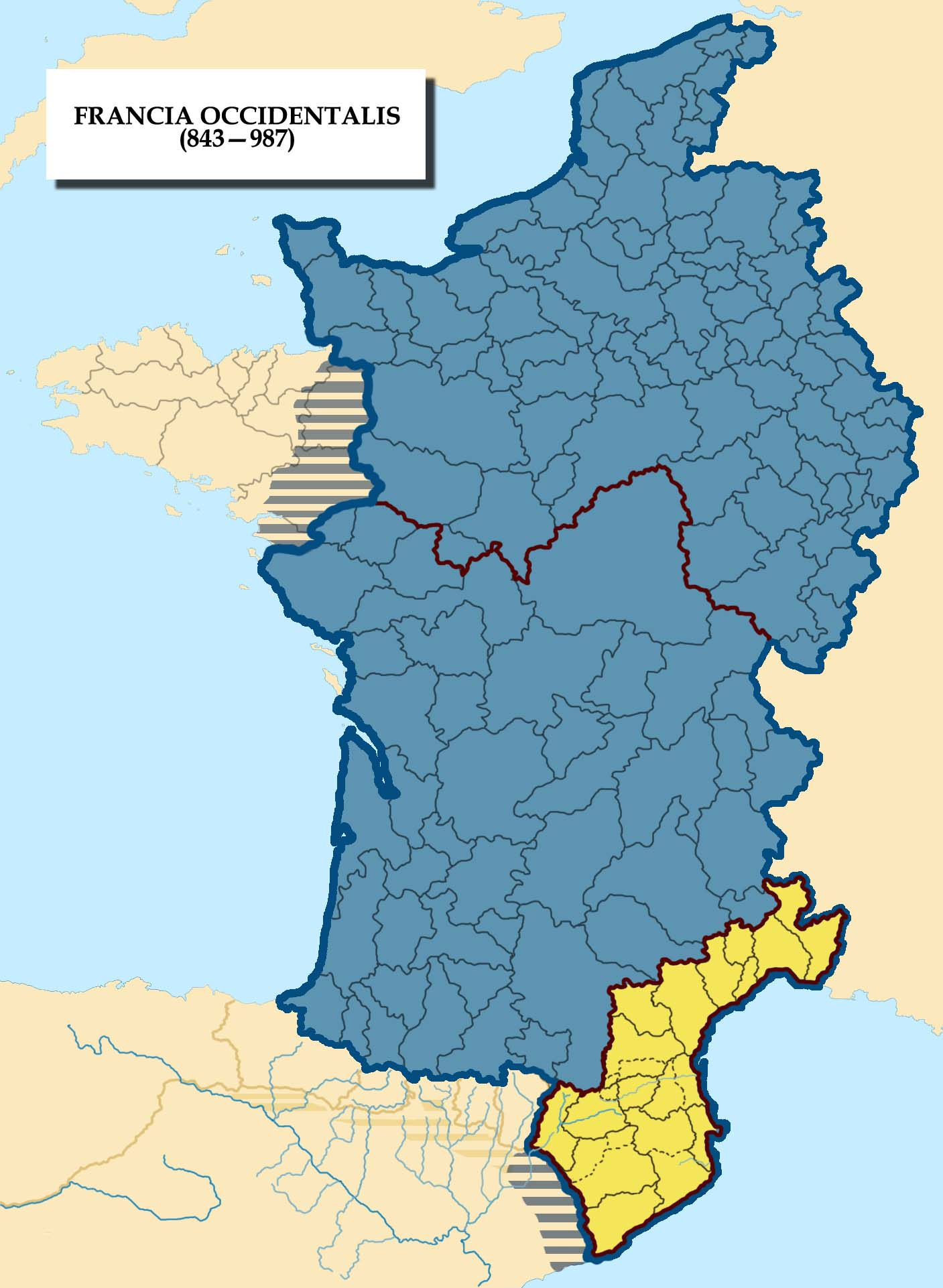
El Ducat de Gòtia comprenia la part nord de l'antiga Tarraconense visigòtica així com l'antiga Septimània visigòtica.

El 732 al-Ghafiqí va reprendre l'escomesa contra el regne dels francs i escollí la ruta de Pamplona i Roncesvalls per penetrar vers la Gàl·lia Aquitània. Després de la batalla de Bordeus va conquerir la ciutat i la va saquejar amb virulència. El duc d'Aquitània Odó el Gran els va sortir a l'encontre quan els invasors creuaven el riu Dordonya però va ser derrotat en la batalla de la Garona, raó per la qual es va veure obligat a recompondre la seva relació amb Carles Martell oferint-li submissió i ajuda per fer front als musulmans. Carles Martell va enviar ràpidament un exèrcit mentre Al-Ghafiqí avançava imparable. Després de saquejar la regió de Poitiers al-Ghafiqí va prosseguir l'avenç cap al nord en direcció a l'abadia de Sant Martí de Tours, però en el camí entre Poitiers i Tours li varen sortir a l'encontre les forces del duc Odó i els reforços enviats per Carles Martell, lliurant-se la decisiva batalla de Tours l'octubre del 732.
Les tropes àrabs van ser derrotades i al-Ghafiqí fou mort. Els supervivents es van retirar en desordre cap a Narbona. Després de la batalla de Tours les noves agressions dels musulmans a la zona d'Arles i l'aliança de Maurontus amb Yússuf ibn Abd-ar-Rahman al-Fihrí contra els francs obligaren Carles Martell a promoure una nova expedició aplegant un gran exèrcit de francs i borgonyons que s'apoderaren d'Avinyó. Després de prendre la ciutat Carles Martell va travessar el Roine i entrà a la Gàl·lia Narbonesa on inicià el Setge d'Arbuna (Narbona) el 737, ciutat que finalment no va poder prendre. El 742 l'esclat de la Revolta berber del Valiat de l'Àndalus, i la posterior Revolta iemenita del Valiat de l'Àndalus el 745 desembocaren en la reconquesta omeia del 756. El 759, després d'un setge de set anys, els francs aconseguiren la conquesta d'Arbuna. El 785 les mateixes elits locals que havien capitulat davant dels musulmans lliuraren la ciutat de Djarunda, que estava governada pel valí de Madinat Barshiluna Matruh ibn Sulayman, a les tropes de Carlemany. A la tardor del 800 s'inicià el setge de Barcelona amb tropes d'Aquitània, Bascònia, Borgonya, Septimània i diversa maquinària de setge. El capitost musulmà Harun, emparentat amb alguns nobles gots de la ciutat, va assumir el govern interí, però després d'un setge llarg la fam va fer que els habitants de Barshiluna obrissin les portes a les tropes de l'exèrcit cristià de Lluís el Pietós comandat pel duc Guillem de Tolosa el 3 d'abril del 801.